# Бурунчинська сільська рада
Бурунчи́нська сільська рада (рос. Бурунчинский сельский совет) — сільське поселення у складі Сарактаського району Оренбурзької області Росії.
Адміністративний центр — село Бурунча.

## Населення
Населення — 612 осіб (2019; 700 в 2010, 738 у 2002).

## Склад
До складу сільської ради входять:
| Населений пункт      | Населення, осіб (2002) | Населення, осіб (2010) |
| -------------------- | ---------------------- | ---------------------- |
| Бурунча, село        | 449                    | 436                    |
| Новомихайловка, село | 289                    | 264                    |